# 47P/Ashbrook-Jackson
Pour les articles homonymes, voir Ashbrook et Jackson.
La comète Ashbrook-Jackson, officiellement 47P/Ashbrook-Jackson, est une comète périodique du système solaire, découverte le 26 août 1948 par l'astronome américain Joseph Ashbrook à l'observatoire Lowell en Arizona.